# جولیا مانکوسو
جولیا مانکوسو (انگلیسی: Julia Mancuso؛ زادهٔ ۹ مارس ۱۹۸۴) اسکی‌باز آلپاین اهل ایالات متحده آمریکا است.
از افتخارات وی میتوان به کسب مدال طلا در بازی‌های المپیک زمستانی ۲۰۰۶ اشاره کرد.